# هيرواكي كاميزو
هيرواكي كاميزو (باليابانية: 上條 宏晃) (مواليد 22 أبريل 1989)، هو لاعب كرة قدم ياباني سابق كان يلعب كمهاجم.

## وصلات خارجية
- هيرواكي كاميزو على موقع رابطة كرة القدم اليابانية للمحترفين (اليابانية)
- هيرواكي كاميزو على موقع قاعدة بيانات كرة القدم.إي يو (الإنجليزية)
- هيرواكي كاميزو على موقع Soccerway.com (الإنجليزية)